# Pinus roxburghii
Pinus roxburghii, poznat i kao dugolisni indijski bor, vrsta je bora porijeklom s Himalaje. Ime je dobio po Williamu Roxburghu.

## Raspon i stanište
Njegovo nativno područje proteže se od Tibeta i Afganistana preko Pakistana, preko sjeverne Indije u Jammuu i Kašmiru, Himachal Pradeshu, Uttarakhandu, Sikkimu, Arunachal Pradeshu), Nepalu i Butanu, do Mjanmara. Općenito se javlja na nižim nadmorskim visinama od ostalih borova na Himalajama, u rasponu od 500 do 2000 m/nm, povremeno i do 2,300 m. Ostali Himalajski borovi su Pinus wallichiana, Pinus bhutanica, Pinus armandii (kineski bijeli bor), Pinus gerardiana i Pinus densata (Tibetanski bor) i Pinus kesiya (Khasijski bor).

## Opis
Pinus roxburghii je veliko stablo koje doseže visinu od 30–50 m s promjerom debla do 2 m, iznimno 3 m. Kora je crveno-smeđa, gusta i s dubojim pukotinama na dnu debla, tanja i ljuskava u gornjoj krošnji. Listovi su igličasti, u svežnjevima od po tri, vrlo vitki, dugi 20–35 cm i izrazito žućkasto zeleni.
Češeri su jajoliko-stožasti, dugi 12–24 cm, u bazi široki 5–8 cm dok su zatvoreni. Isprva su zeleni, a sazrijevaju u sjajno kesten-smeđu boju pri starosti od 24 mjeseca. Polako se otvaraju tijekom sljedeće godine ili nešto više, ili nakon zagrijavanja šumskim požarom, kako bi pustili sjeme, otvarajući se na 9–18 cm u širinu. Sjemenke su duge 8–9 mm, s krilima od 40 mm, a šire se vjetrom.

## Odnosi s drugim vrstama
Pinus roxburghii usko je povezan s Pinus canariensis (Kanarski bor), Pinus brutia (Brucijski bor) i Pinus pinaster (Primorski bor), a sve ove vrste s njim dijele mnoga obilježja. Relativno je nepromjenjiva vrsta, s konstantnom morfologijom u cijelom rasponu.

## Ekologija
Nakupljeni tepih iglica na šumskom tlu ispod ovih stabala stvara nepovoljne uvjete za rast mnogih uobičajenih biljaka i drveća. Najčešće stabla koja mogu rasti u ovom okruženju su rododendron, Quercus leucotrichophora i stabla iz porodice Ericaceae. Himalajska kopriva također, čini se, dobro uspijeva pod ovim drvetom.
Gusjenice moljca Batrachedra silvatica, koliko je poznato, žive samo na ovom boru. Velika čaplja Ardea insignis živi na ovom boru. 

## Vanjske poveznice
|  | Zajednički poslužitelj ima stranicu o temi Pinus roxburghii    |
|  | Zajednički poslužitelj ima još gradiva o temi Pinus roxburghii |
|  | Wikivrste imaju podatke o taksonu Pinus roxburghii             |

- Retapping Chir Pines the Environmentally Friendly Way
- Plants For A Future: Chir Pine  Arhivirana inačica izvorne stranice od 19. ožujka 2021. (Wayback Machine)
- Flora Indica: P. longifolia (Chur Pine), III, p. 651.